# Павел Войцеховський
Павел Войцеховський (пол. Paweł Wojciechowski, 6 червня 1989) — польський легкоатлет, який спеціалізується у стрибках із жердиною, чемпіон світу 2011 та чемпіон Європи в приміщенні 2019.

## Основні міжнародні виступи
| Рік  | Змагання                       | Місто          | Місце | Примітки |
| ---- | ------------------------------ | -------------- | ----- | -------- |
| 2007 | Чемпіонат Європи серед юніорів | Генгело        | 1кв8  |          |
| 2008 | Чемпіонат світу серед юніорів  | Бидгощ         | 2     |          |
| 2011 | Чемпіонат світу в приміщенні   | Париж          | 4     |          |
| 2011 | Чемпіонат Європи серед молоді  | Острава        | 1     |          |
| 2011 | Чемпіонат світу                | Тегу           | 1     |          |
| 2012 | Олімпійські ігри               | Лондон         | кв NH |          |
| 2014 | Чемпіонат світу в приміщенні   | Сопот          | 12    |          |
| 2014 | Чемпіонат Європи               | Цюрих          | 2     |          |
| 2014 | Континентальний кубок          | Марракеш       | 5     |          |
| 2015 | Чемпіонат світу                | Пекін          | 3     |          |
| 2016 | Чемпіонат Європи               | Амстердам      | 7     |          |
| 2016 | Олімпійські ігри               | Ріо-де-Жанейро | 2кв6  |          |
| 2017 | Чемпіонат Європи в приміщенні  | Белград        | 3     |          |
| 2017 | Чемпіонат світу                | Лондон         | 5     |          |
| 2018 | Чемпіонат світу в приміщенні   | Бірмінгем      | 13    |          |
| 2018 | Чемпіонат Європи               | Берлін         | 5     |          |
| 2019 | Чемпіонат Європи в приміщенні  | Глазго         | 1     | [ 1 ]    |